# Архипов, Владимир Владимирович
Владимир Владимирович Архипов — гвардии рядовой Вооружённых Сил Российской Федерации, участник антитеррористических операций в период Второй чеченской войны, погиб при исполнении служебных обязанностей во время боя 6-й роты 104-го гвардейского воздушно-десантного полка у высоты 776 в Шатойском районе Чечни.

## Биография
Владимир Владимирович Архипов родился 27 октября 1980 года в деревне Вязки Порховского района Псковской области. Окончил Дубровенскую среднюю школу в Порховском районе. С раннего возраста трудился в колхозе «Краснознамёнец». По окончании школы поступил в Порховский сельскохозяйственный техникум и освоил там специальность тракториста. В декабре 1998 года Архипов был призван на службу в Вооружённые Силы Российской Федерации Порховским районным военным комиссариатом Псковской области. После прохождения военного обучения получил воинскую специальность гранатомётчика и был направлен для дальнейшего прохождения службы в 6-ю роту 104-го гвардейского воздушно-десантного полка.
С началом Второй чеченской войны в составе своего подразделения гвардии рядовой Владимир Архипов был направлен в Чеченскую Республику. Принимал активное участие в боевых операциях. С конца февраля 2000 года его рота дислоцировалась в районе населённого пункта Улус-Керт Шатойского района Чечни, на высоте под кодовым обозначение 776, расположенной около Аргунского ущелья. 29 февраля — 1 марта 2000 года десантники приняли здесь бой против многократно превосходящих сил сепаратистов — против всего 90 военнослужащих федеральных войск, по разным оценкам, действовало от 700 до 2500 боевиков, прорывавшихся из окружения после битвы за райцентр — город Шатой. Вместе со всеми своими товарищами он отражал ожесточённые атаки боевиков Хаттаба и Шамиля Басаева, не дав им прорвать занимаемые ротой рубежи. В том бою гвардии рядовой Владимир Архипов был убит. Погибли также ещё 83 его сослуживца.
Похоронен на воинском кладбище города Порхова Псковской области.
Указом Президента Российской Федерации гвардии рядовой Владимир Владимирович Архипов посмертно был удостоен ордена Мужества.

## Память
- Бюст Архипова установлен на центральной площади города Порхова Псковской области[4].
- Мемориальная доска в память об Архипове установлена на здании техникума в Порхове, в котором он учился.